# حاجی امیر بالا
حاجی امیر بالا، روستایی از توابع بخش مرکزی شهرستان آستارا در استان گیلان ایران است.